# العلاقات السيراليونية القطرية
العلاقات السيراليونية القطرية هي العلاقات الثنائية التي تجمع بين سيراليون وقطر.

## مقارنة بين البلدين
هذه مقارنة عامة ومرجعية للدولتين:
| وجه المقارنة                                              | سيراليون       | قطر           |
| --------------------------------------------------------- | -------------- | ------------- |
| المساحة (كم2)                                             | 71.74 ألف      | 11.44 ألف     |
| عدد السكان (نسمة)                                         | 7.56 مليون     | 2.64 مليون    |
| الكثافة السكانية (ن./كم²)                                 | 105.38         | 230.77        |
| العاصمة                                                   | فريتاون        | الدوحة        |
| اللغة الرسمية                                             | لغة إنجليزية   | اللغة العربية |
| العملة                                                    | ليون سيراليوني | ريال قطري     |
| الناتج المحلي الإجمالي (بليون دولار)                      | 3.77 مليار     | 167.61 مليار  |
| الناتج المحلي الإجمالي (تعادل القوة الشرائية) بليون دولار | 10.13 مليار    | 316.40 مليار  |
| الناتج المحلي الإجمالي الاسمي للفرد دولار أمريكي          | 653            | 73.65 ألف     |
| الناتج المحلي الإجمالي للفرد دولار أمريكي                 | 1.97 ألف       | 141.54 ألف    |
| مؤشر التنمية البشرية                                      | 0.413          | 0.850         |
| رمز المكالمات الدولي                                      | +232           | +974          |
| رمز الإنترنت                                              | .sl            | .qa           |
| المنطقة الزمنية                                           | 00             | ت ع م+03:00   |

## منظمات دولية مشتركة
يشترك البلدان في عضوية مجموعة من المنظمات الدولية، منها:
| علم المنظمة | اسم المنظمة                               | تاريخ انضمام سيراليون | تاريخ انضمام قطر |
| ----------- | ----------------------------------------- | --------------------- | ---------------- |
|             | يونسكو                                    | 28 مارس 1962          | 27 يناير 1972    |
|             | مؤسسة التمويل الدولية                     | 10 سبتمبر 1962        | 11 أكتوبر 2008   |
|             | منظمة حظر الأسلحة الكيميائية              | ?                     | ?                |
|             | الأمم المتحدة                             | 27 سبتمبر 1961        | 21 سبتمبر 1971   |
|             | الاتحاد الدولي للاتصالات                  | 30 ديسمبر 1961        | 27 مارس 1973     |
|             | منظمة التعاون الإسلامي                    | ?                     | ?                |
|             | منظمة الشرطة الجنائية الدولية             | ?                     | ?                |
|             | الاتحاد البريدي العالمي                   | ?                     | ?                |
|             | البنك الدولي للإنشاء والتعمير             | 10 سبتمبر 1962        | 25 سبتمبر 1972   |
|             | المركز الدولي لتسوية المنازعات الاستشارية | 14 أكتوبر 1966        | 20 يناير 2011    |
|             | وكالة ضمان الاستثمار متعدد الأطراف        | 20 يونيو 1996         | 22 أكتوبر 1996   |
|             | منظمة التجارة العالمية                    | ?                     | ?                |

## وصلات خارجية
- موقع وزارة الخارجية القطرية